# كريستينا ليرا
كريستينا ليرا (بالبرتغالية: Cristina Lyra‏) هي صحفية برازيلية، ولدت في 3 أبريل 1976 في ريو دي جانيرو في البرازيل.